# Ryan Fry
Ryan Bennett Fry (Winnipeg, 25 de julio de 1978) es un deportista canadiense que compitió en curling.
Participó en los Juegos Olímpicos de Sochi 2014, obteniendo una medalla de oro en la prueba masculina. Ganó una medalla de plata en el Campeonato Mundial de Curling Masculino de 2013.

## Palmarés internacional
| Juegos Olímpicos   | Juegos Olímpicos  | Juegos Olímpicos | Juegos Olímpicos |
| Año                | Lugar             | Medalla          | Prueba           |
| ------------------ | ----------------- | ---------------- | ---------------- |
| 2014               | Sochi (Rusia)     | Medalla de oro   | Equipo           |
| Campeonato Mundial |                   |                  |                  |
| Año                | Lugar             | Medalla          | Prueba           |
| 2013               | Victoria (Canadá) | Medalla de plata | Equipo           |